# 羽咲まな
羽咲 まな（はざき まな、10月24日 - ）は、元宝塚歌劇団月組の娘役。
大阪府南河内郡、相愛高等学校出身。身長159cm。愛称はまな。

## 略歴
- 2000年、宝塚音楽学校入学。
- 2002年、第88期生として宝塚歌劇団入団。入団時の成績は48人中4番[1]。星組『LUCKY　STAR!』で初舞台。同年5月21日[1]、月組に配属。
  - 同期に朝夏まなと（元宙組トップスター）、桜乃彩音（元花組トップ娘役）、麻尋しゅん、花影アリス、紅ゆずる、光月るうなどがいる。なお光月とは、NHKの朝のテレビ小説『てるてる家族』で、主人公の歌声の吹き替えをしたこともある。
  - 在団中はエトワールや酒場の歌手など貴重な歌える娘役として活躍する。
- 2011年10月16日[1]、『アルジェの男』／『Dance Romanesque』の東京公演千秋楽を最後に、宝塚歌劇団を退団。

## 宝塚歌劇団時代の主な舞台出演
- 2004年11月、瀬奈じゅんコンサート『SENA!』（東京・名古屋・大阪）
- 2005年2月、『エリザベート -愛と死の輪舞-』新人公演：女官
- 2005年7月、『Ernest in Love』（梅田芸術劇場）ロンドン市民／農民／メイド
- 2005年9月、『JAZZYな妖精たち』ベンフィオン、新人公演：ジーン（本役：紫水梗華）／『REVUE OF DREAMS』
- 2006年2月、『想夫恋 -言の葉もなき、君の心-』（バウ）如月
- 2006年3月、『月組 エンカレッジコンサート』（バウ）
- 2006年5月、『暁のローマ』新人公演：カルプルニア（本役：椎名葵）／『レ・ビジュー・ブリアン』
- 2006年10月、『オクラホマ!』（日生劇場）エレン
- 2007年1月、『パリの空よりも高く』新人公演：ロリー（本役：憧花ゆりの）／『ファンシーダンス』
- 2007年5月、『ハロー!ダンシング』（バウ・東京特別）
- 2008年1月、『ホフマン物語』（バウ）アントニア[2]／アントニアの母
- 2008年3月、『ME AND MY GIRL』新人公演：マリア公爵夫人[3]（本役：出雲綾）
- 2008年7月、『グレート・ギャツビー』（日生劇場）ジュディ・フェイ
- 2008年11月、『夢の浮橋』小野の妹尼、新人公演：明石の中宮（本役：梨花ますみ）／『Apasionado!!』　＊エトワール
- 2009年5月、『エリザベート -愛と死の輪舞-』女官
- 2009年8月、『第2回マグノリア・コンサート・ドゥ・タカラヅカ』(マグノリアホール)（出演：羽咲、沢希理寿、響れおな）
- 2010年2月、『紫子』小松／『Heat on Beat!』（中日）　＊エトワール
- 2010年4月、『THE SCARLET PIMPERNEL』ジュリー　＊エトワール
- 2010年9月、『ジプシー男爵』シムザ／『Rhapsodic Moon』
- 2011年3月、『バラの国の王子』家臣（キツネ）／『ONE－私が愛したものは…－』
- 2011年7月、『アルジェの男』ヴェール夫人／『Dance Romanesque』　＊退団公演、エトワール

## 宝塚歌劇団退団後の主な出演

### 舞台
- 2014年5月、『セレブレーション100! 宝塚』
- 2015年9月、『SUPER GIFT!』
- 2016年12月、『エリザベート TAKARAZUKA20周年スペシャルガラコンサート』
- 2019年4月、『ふたり阿国』
- 2025年4 - 5月、『未来へのOne Step！～世界を結ぶ愛の歌声～』（関西万博EXPOホール「シャインハット」・東京国際フォーラム・梅田芸術劇場）[4]

### コンサート
- 2017年6月、瀬奈じゅん25th anniversary concert『Jun Sena 25th anniversary concert』（日比谷シアタークリエ、宝塚バウホール）